# Estamento
Estamento ou ordem  é um estrato social mais fechado do que uma classe social, e mais aberto do que uma casta. Um sistema social baseado em estamentos permite, portanto, maior mobilidade social do que um sistema de  castas, e menor mobilidade do que um sistema de classes. Estamentos ainda estão presentes em algumas sociedades. Nessas sociedades, embora exista alguma mobilidade social, o indivíduo  está obrigado, desde o nascimento, a seguir um estilo de vida predeterminado, reconhecido por lei e geralmente ligado ao conceito de honra. Historicamente, os estamentos caracterizaram a sociedade feudal da Idade Média, na Europa. 
Esse tipo de estratificação social foi introduzido na França, no século XIII, pelo rei Luís IX (1214 – 1270).
A sociedade medieval era uma sociedade de ordens bem demarcadas: havia os oratores (clérigos e religiosos, que tinham a função de mediadores entre os homens e Deus), os bellatores (cavaleiros e guerreiros, a quem competia defender a cidade e sua população) e os laboratores (artesãos e trabalhadores rurais, cuja obrigação era trabalhar para sustentar os outros).
Segundo Finley, "uma ordem ou estamento é um grupo definido, em termos jurídicos, no interior de uma dada população, gozando de privilégios e sendo afetado por incapacidades bem regulamentadas em um ou vários domínios de atividades - governamental, militar, legal, econômico, religioso, matrimonial -, além de estar situado numa relação hierárquica com os demais estamentos."  Assim, no estamento, cada estrato deve obedecer leis diferenciadas. Por exemplo, na  sociedade feudal, os direitos e deveres de um nobre eram diferentes dos direitos e deveres de um servo. E, embora a lei não previsse a mudança de status social, ela também não a torna impossível, como na casta. Por exemplo, um servo pode se tornar um pequeno comerciante ou um membro do clero. Isso dá ao sistema de estamentos uma mobilidade social maior do que nas castas, mas não tão alta quanto nas classes sociais, onde todos, em teoria, são iguais perante a lei.
Na obra de Max Weber, o conceito de estamento é ampliado. Passa a significar não propriamente um corpo homogêneo estratificado, mas sim uma certa teia de relacionamentos que constitui um determinado poder e influi em dado campo de atividade. Para o autor, enquanto as classes dizem respeito à produção e aquisição de bens pelos indivíduos, os estamentos se diferenciam entre si pelo modo de consumo de bens, pelos estilos ou modos de vida. Assim, já não é o mercado que estrutura as relações de poder, mas sim a disputa em torno da "honra social". Sendo geralmente comunidades  mais fechadas do que as classes, uma sociedade estamental permite aos indivíduos menor mobilidade do que sociedade de classes.
Nas palavras de Raimundo Faoro: "O estamento burocrático comanda o ramo civil e militar da administração e, dessa base, com aparelhamento próprio, invade e dirige a esfera econômica, política e financeira. No campo econômico, as medidas postas em prática, que ultrapassam a regulamentação formal da ideologia liberal, alcançam desde as prescrições financeiras e monetárias até a gestão direta das empresas, passando pelo regime das concessões estatais e das ordenações sobre o trabalho. Atuar diretamente ou mediante incentivos serão técnicas desenvolvidas dentro de um só escopo. Nas suas relações com a sociedade, o estamento diretor provê acerca das oportunidades de ascensão política, ora dispensando prestígio, ora reprimindo transtornos sediciosos, que buscam romper o esquema de controle".